# Gulmen (bergstopp i Schweiz, Wahlkreis Sarganserland)
Gulmen är en bergstopp i Schweiz.   Den ligger i distriktet Wahlkreis Sarganserland och kantonen Sankt Gallen, i den östra delen av landet, 130 km öster om huvudstaden Bern. Toppen på Gulmen är 2 317 meter över havet, eller 160 meter över den omgivande terrängen. Bredden vid basen är 2,5 km.
Terrängen runt Gulmen är huvudsakligen bergig, men åt sydost är den kuperad. Närmaste större samhälle är Flums, 10,0 km öster om Gulmen. 
I omgivningarna runt Gulmen växer i huvudsak blandskog. Runt Gulmen är det ganska tätbefolkat, med 60 invånare per kvadratkilometer.